# エスタジオ・ド・マラカナン
エスタジオ・ジョルナリスタ・ド・マリオ・フィーリョは、ブラジルのリオデジャネイロにある世界最大規模のサッカー・スタジアム。日本では「マラカナン・スタジアム」などとも呼ばれる。

## 概要

1950年ワールドカップの前に、マラカナースタジアムのオープニングゲーム。

1950年に開催されたワールドカップ・ブラジル大会の主会場で、この時優勝のかかったブラジル代表はウルグアイ代表との試合で逆転負けを喫して優勝を逸し、これはマラカナンの悲劇と呼ばれている。
その後は地元・リオデジャネイロのクラブ・CRフラメンゴのホームスタジアムとして使用された。ジーコがこのスタジアムで開催された公式戦（全国リーグ、リオ州選手権、ブラジル代表）で333得点を挙げ、この記録は未だ破られていない。スタジアムの正面入口には歴代の名選手の写真が飾られており、ジーコの写真もある。
以前は20万人もの収容人員を誇っていたが、1992年ブラジル全国選手権決勝に発生したスタンド落下事故を機に大幅に削減。現在は、全席椅子席で約80000人である。298 × 260 mの楕円形。
スタジアムの正面入口の床には、2000年にマラカナンスタジアム50周年を記念して作られた、カウサーダ・ダ・ファマと呼ばれる歴代ブラジル代表の名選手の足形が飾られている。
かつてスタジアム内の両サイドのゴール裏には公衆電話が2台ずつ計4台設置されており、この公衆電話は国際電話にも対応、取材に来たメディア関係者向けに1980年より設置したが、ゴールを決めた選手が家族や恋人にその場で報告するため使うようになったことで試合が中断してしまうため、選手が試合中に使用することを禁止、試合中に使うとイエローカードが出された。携帯電話が普及したことでメディアにも使われなくなったものの暫くは電話会社の宣伝のため撤去されない状況が続いていたが、2007年にリオデジャネイロでパンアメリカン競技大会を開催するために改修工事が行われた際に撤去された。
隣には体育館のマラカナンジーニョがあり、バレーボールや格闘技などが行われる。
2014年にブラジルで64年ぶりに開催されたFIFAワールドカップの決勝戦も、前回同様このスタジアムで同年7月13日に行われた。
そのプレ大会である2013年サッカーコンフェデレーションズカップ(2013年6月)の会場としても利用されるため、改装工事を行った。
2016年8月に開催された第31回夏季オリンピックリオデジャネイロ大会の開会式/閉会式とサッカー競技も、エスタジオ・ド・マラカナンで挙行された。なお、サッカー専用競技場がメインスタジアムに使われたのは初の試みでもあった。
2016年8月20日にマラカナンでリオデジャネイロオリンピックの男子サッカーの決勝戦が開催され、自国開催のブラジルと2年前のワールドカップでブラジルに大勝したドイツの決勝カードとなった。27分にネイマールがフリーキックを決めたが、59分にドイツのマックス・マイヤーが追いつき1-1の同点に追い込んだ。その後は両チームとも一進一退の攻防で死闘を繰り広げ、PK戦にまでもつれ込み両チーム共に4人目まで成功させたが、5人目のドイツのニルス・ペーターゼンが失敗、ブラジルの最後のキッカーであるネイマールが成功させ、ブラジルがオリンピックサッカーとして初の金メダルを獲得した。なお、この出来事はマラカナンの悲劇になぞらえ「マラカナンの歓喜」とも呼ばれた。マラカナンはブラジルサッカーの聖地とも呼ばれているが、同時に鬼門でもあった。だが、この結果によりそれに終止符を打ったのだった。
2017年1月、競技場内部が荒廃している様子が報道された。これはスタジアムの管理について、オリンピック組織委員会とリオデジャネイロ州、民間企業との間で争いがあり、事実上管理がなされていないためであり、報道された時点では芝生が大部分枯れ上がっているほか、スタジアムの備品が多数盗難に遭った。
しかしその後は復旧が進み、リーグ戦やカップ戦で現在も使用中。コパ・アメリカ2019の決勝戦でも使用された。

## サッカー以外

### リオデジャネイロオリンピック
2016年8月、リオデジャネイロオリンピックの開会式が開催された。夏のオリンピックの開会式が陸上競技場以外で開催されるのは1900年の第2回パリオリンピック以来で116年ぶり（29大会ぶり）2回目であった。この他、サッカー決勝及び閉会式が開催された。パラリンピックでも同じ様に開閉会式の式典会場として使用された。

### 格闘技

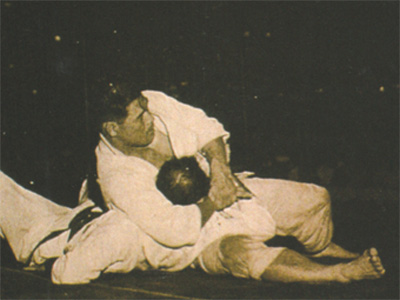
エリオ・グレイシー（下）を寝技で圧倒する木村政彦（上）

1951年10月23日、日本からやってきた柔道史上最強を謳われる伝説の柔道家・木村政彦がプロ柔道家として3人でブラジル遠征してきた。その一行にグレイシー柔術の祖であるエリオ・グレイシーが挑戦、一行の1人である加藤幸夫が戦ったが1試合目は引き分け、2試合目でエリオの絞め技で失神負けという醜態をさらしてしまい、ブラジル日系人たちの間で大問題になった。
日系人が暴動を起こしそうな空気となったため木村がエリオの挑戦を受け、カフェ・フィーリオ副大統領などVIP多数が観戦するなか戦った。結果、木村が得意の大外刈りで投げ、最後は腕緘みでエリオの肘関節を骨折させて勝った。世界の格闘技史の中でも最も大きな事件である。グレイシー一族はこの敗戦を「マラカナンの屈辱」と呼ぶ。
当時はブラジル国内にプロサッカーリーグがまだなく、最も人気の高いプロスポーツ興行は格闘技だったので、ブラジル人、日系人、双方が熱狂した。

### その他の国際スポーツ大会
1980年と1983年にバレーボールのソ連戦が行われた。

### コンサート
- 1980年1月にフランク・シナトラデビュー30周年ライブで18万人を動員[7]。
- 1983年、キッスの公演ではスタジアムの観客動員記録である25万人を集めた[8]。
- 1988年にティナ・ターナーが、1990年にはポール・マッカートニーが184000人を動員。ギネス世界記録では有料興行の観客動員数として掲載されている[9][10]。
- 1991年には当地でロック・イン・リオIIが開催。198000人が集まった[11][12][13]。

### 臨時病院の設営
- 2020年3月31日、ブラジル国内で2019新型コロナウイルスの感染拡大が進んだため、スタジアムの駐車場に400床規模の仮設臨時病院の建設が始まった[14]。

### その他
- ローマ法王ヨハネ・パウロ2世のミサが1980年と1997年に行われた[15]。

## 大会実績

### 1950 FIFAワールドカップ
| 開催日  | 時刻(UTC-03) | チーム#1     | 結果 | チーム#2       | ラウンド                 | 観衆    |
| ------- | ------------ | ------------ | ---- | -------------- | ------------------------ | ------- |
| 6月24日 | 15:00        | ブラジル     | 4–0  | メキシコ       | Group 1                  | 82,000  |
| 6月25日 | 15:00        | イングランド | 2–0  | チリ           | Group 2                  | 30,000  |
| 6月29日 | 15:00        | スペイン     | 2–0  | チリ           | Group 2                  | 16,000  |
| 7月1日  | 15:00        | ブラジル     | 2–0  | ユーゴスラビア | Group 1                  | 142,000 |
| 7月9日  | 15:00        | ブラジル     | 7–1  | スウェーデン   | 決勝リーグ               | 139,000 |
| 7月13日 | 15:00        | ブラジル     | 6–1  | スペイン       | 決勝リーグ               | 153,000 |
| 7月16日 | 15:00        | ウルグアイ   | 2–1  | ブラジル       | 決勝リーグ(優勝決定試合) | 199,854 |

### 1989 コパアメリカ
| 開催日  | 時刻(UTC-03) | チーム#1     | 結果 | チーム#2     | ラウンド                   | 観衆    |
| ------- | ------------ | ------------ | ---- | ------------ | -------------------------- | ------- |
| 7月12日 |              | ウルグアイ   | 3–0  | パラグアイ   | 決勝ラウンド               | 100,135 |
| 7月12日 |              | ブラジル     | 2–0  | アルゼンチン | 決勝ラウンド               | 100,135 |
| 7月14日 |              | ウルグアイ   | 2–0  | アルゼンチン | 決勝ラウンド               | 53,909  |
| 7月14日 |              | ブラジル     | 3–0  | パラグアイ   | 決勝ラウンド               | 53,909  |
| 7月16日 |              | アルゼンチン | 0–0  | パラグアイ   | 決勝ラウンド(優勝決定試合) | 148,068 |
| 7月16日 |              | ブラジル     | 1–0  | ウルグアイ   | 決勝ラウンド(優勝決定試合) | 148,068 |

### 2013 FIFAコンフェデレーションズカップ
| 開催日  | 時刻(UTC-03) | チーム#1 | 結果 | チーム#2 | ラウンド | 観衆   |
| ------- | ------------ | -------- | ---- | -------- | -------- | ------ |
| 6月16日 | 16:00        | メキシコ | 1–2  | イタリア | Group A  | 73,123 |
| 6月20日 | 16:00        | スペイン | 10–0 | タヒチ   | Group B  | 71,806 |
| 6月30日 | 19:00        | ブラジル | 3–0  | スペイン | 決勝     | 73,531 |

### 2014 FIFAワールドカップ
| 開催日  | 時刻(UTC-03) | チーム#1     | 結果       | チーム#2                 | ラウンド    | 観衆   |
| ------- | ------------ | ------------ | ---------- | ------------------------ | ----------- | ------ |
| 6月15日 | 19:00        | アルゼンチン | 2–1        | ボスニア・ヘルツェゴビナ | Group F     | 74,393 |
| 6月18日 | 16:00        | スペイン     | 0–2        | チリ                     | Group B     | 74,101 |
| 6月22日 | 13:00        | ベルギー     | 1–0        | ロシア                   | Group H     | 73,819 |
| 6月25日 | 17:00        | エクアドル   | 0–0        | フランス                 | Group E     | 73,750 |
| 6月28日 | 17:00        | コロンビア   | 2–0        | ウルグアイ               | Round of 16 | 73,804 |
| 7月4日  | 13:00        | フランス     | 0–1        | ドイツ                   | 準々決勝    | 73,965 |
| 7月13日 | 16:00        | ドイツ       | 1–0 (延長) | アルゼンチン             | 決勝        | 74,738 |

### 2016 リオデジャネイロオリンピック
| 開催日  | 時刻(UTC-03) | チーム#1     | 結果                  | チーム#2     | ラウンド    | 観衆   |
| ------- | ------------ | ------------ | --------------------- | ------------ | ----------- | ------ |
| 8月16日 | 13:00        | ブラジル     | 0–0 (延長) (3–4 PK戦) | スウェーデン | 女子·準決勝 | 70,454 |
| 8月17日 | 13:00        | ブラジル     | 6–0                   | ホンジュラス | 男子·準決勝 | 52,457 |
| 8月19日 | 17:30        | スウェーデン | 1–2                   | ドイツ       | 女子·決勝   | 52,432 |
| 8月20日 | 17:30        | ブラジル     | 1–1 (延長) (5–4 PK戦) | ドイツ       | 男子·決勝   | 63,707 |

### 2019 コパアメリカ
| 開催日  | 時刻(UTC-03) | チーム#1   | 結果 | チーム#2     | ラウンド | 観衆   |
| ------- | ------------ | ---------- | ---- | ------------ | -------- | ------ |
| 6月16日 | 16:00        | パラグアイ | 2–2  | カタール     | Group B  | 19,196 |
| 6月18日 | 18:30        | ボリビア   | 1–3  | ペルー       | Group A  | 26,346 |
| 6月24日 | 20:00        | チリ       | 0–1  | ウルグアイ   | Group C  | 57,442 |
| 6月28日 | 16:00        | ベネズエラ | 0–2  | アルゼンチン | 準々決勝 | 50,094 |
| 7月7日  | 17:00        | ブラジル   | 3–1  | ペルー       | 決勝     | 69,968 |

### 2021 コパアメリカ
| 開催日  | 時刻(UTC-03) | チーム#1     | 結果 | チーム#2 | ラウンド | 観衆  |
| ------- | ------------ | ------------ | ---- | -------- | -------- | ----- |
| 7月10日 | 21:00        | アルゼンチン | 1–0  | ブラジル | 決勝     | 7,800 |

※コロナ禍による入場制限あり